# Good Samaritan Club
Good Samaritan Club (グッドサマリタンクラブ)は、京都市の大学生によるボランティアガイド団体。
主に外国人観光客に、英語でのガイドを行っている。京都大学、同志社大学、立命館大学の学生を中心に、およそ100名の部員で構成されている。
京都府観光連盟の京都府観光ガイドボランティア団体協議会に登録されている。略称は、"GSC"、"サマ"。

## 概要
1961年に、東京オリンピックに伴う外国人観光客の増加に対応するため、京都大学のESSサークルから独立する形で創立された。黎明期にガイドした外国人観光客から、善きサマリア人に例えられたことで、Good Samaritan Clubと名乗る。スローガンは、「京を愛するその気持ち、京を旅するだれかのために」である。
京都大学、同志社大学、立命館大学を三大学と位置付けており、各大学に大学公認団体であるGood Samaritan Clubが存在する。三団体は互いに協力しながら運営に当たっている。なお、三大学に限らず入部を受け付けており、同志社女子大学、京都芸術大学、京都女子大学に在籍する部員もいる。院生になっても所属することはできる。部員は入学年度によって、"〇〇期"と呼ばれる。2022年度入学生は62期である。
2020年に開催予定だった東京オリンピックの影響で急増した外国人観光客に対応できず、ガイド不足が課題であり、2020年に向けて部員数を増やすことで対応を図っていた。2015年の年間依頼件数は2000件で、ガイド成立率は50％である。
新型コロナウイルスの流行に伴って、2020年3月1日から2022年1月31日までガイド活動を停止していた。

## 活動

### ガイド
ガイド当日の3か月前から3日前まで申し込みで、ガイドを利用することができる。7名までの団体では一人のガイドが、それ以上の団体では複数名のガイドが観光客を案内する。ガイドは無料であるが、拝観料、交通費、食費は観光客の負担となる。ガイドプランは外国人観光客とガイドの間の話し合いで決まり、ガイド時間も調整する。
外国人観光客へのガイドが中心ではあるが、インターナショナルスクールの修学旅行や、日本への留学生を対象に研修旅行の引率など多様なニーズに合わせて、ガイドを行っている。
部員は月1回のガイドが義務となっていて、ガイド件数が多い部員は表彰を受ける。

### 総会
毎月、第一週末を基本に総会をしている。創部からしばらくは、出町柳駅付近に部室を借りていたが、現在の部室は同志社大学新町キャンパスにある。

### 勉強会
部員は月曜日から金曜日の勉強会に分かれて、毎週、京都に関する勉強会を行っている。毎回の勉強会では、寺社二つと日本文化に関するコラムを、二回生が一回生にプレゼンする。前期の月曜日の勉強会なら、"前期月勉"と略される。
勉強会は、上記の部室で開かれる。

### 青空勉強会
勉強会の他に、実際に寺社を訪れる青空勉強会がある。"青勉"と略される。

### 研修制度
新入生は、上回生のガイドに同行して、上回生から認定を受けることで、1人でガイドすることができるようになる。

### ガイドブック
二回生は、一回生に向けてのガイドブックを作成する。原則として、寺社についての記事を一人一つ書く。記事には、京都市外も含まれ、宇治や奈良といったページも存在する。

### 合宿
春、夏、秋に合宿を行っている。春合宿は例年、大原での開催である。

### 入部
入部資格は、4年制大学の一回生に限られている。また、入部時期は入学後最初の4月であり、面接を実施している。原則として卒業までの退部を認めていない。

## ガイド以外の活動

### 指さし道案内in東山
2015年に、東山区の方針である「だれもが観光を楽しめるユニバーサルツーリズムの推進」に協力し、東山区で道案内を尋ねられた際の代表的なルートと単語を合わせた地図を作製した。
新型コロナウイルスの影響でガイド活動を停止後、ガイド以外の活動が行われた。この活動は、"NYAP(なんかやらなあかんプロジェクト)"と呼ばれる。

### 京都無料ガイドプラン提供サービス
2021年5月、国内から京都を訪れる日本人観光客向けに、観光ガイドプランを無料で提供するサービスをInstagramで開始した。プランの提供だけでなく、モデルプランの紹介も行っていた。同年10月に停止。

### こたつde庭喫茶「うん。ありと想う」
2022年1月20日から23日にかけて、左京区の無鄰菴で、こたつ席で喫茶を楽しむタイアップイベントを開催した。コンセプトは"無鄰菴の施主、山縣有朋が愉しんだ明治大正期の冬を再現すること"。各こたつ席を、担当者一名が、案内を担当した。無鄰菴の通常のカフェメニューに加え、メロンソーダとカステラを注文することができた。

### 灯しの森　夜の狸谷不動院、日本文化にあかりを灯す
2022年3月16日から20日にかけて、左京区の狸谷山不動院で、ライトアップイベントを開催した。コンセプトは"森のみなさま、おじゃまします"。自然信仰をテーマに日本文化を発信した。Good Samaritan Clubは、この企画に合わせ、All-in方式のクラウドファンディングを実施し、500,111円を集めている。このイベントに合わせ、出町柳駅と狸谷山不動院を結ぶ無料シャトルバスが運行された。来場者数は公式Twitterが370名以上と発表している。
2022年11月21日から28日にかけて、同寺で、再びライトアップイベントを開催した。コンセプトは"秋の森はすこしにぎやかです"。再び自然信仰をテーマに日本文化を発信した。このイベントでも出町柳駅と狸谷山不動院を結ぶ無料シャトルバスが運行された。来場者数は公式Twitterが280名以上と発表している。

## 著名な出身者・部員
団体卒業生による同窓会である"OP会"がある。
- 武田卓也 - 経済産業省[25]。
- 牧正敏- 名古屋大学農学部教授。
- 佐々木英晃 - 「京大院生がイメージで書いたつながる英単語」著者[26]。

## 関連団体
京都、奈良の学生観光ガイド団体と合同で新入生歓迎会を行うことがある。
- Kyoto Greeters
- Nara Student Guide

## その他

### 団体章
団体章は、円の淵に"Good Samaritan Club"と書かれ、円の中に"桜の木"と"障子戸"があしらわれたものである。

### おむすびミーティング
2015年には、門川大作京都市長が、おむすびミーティングで京都大学吉田キャンパスを訪れ、同団体と意見交換を行っている。

### 輝く学生応援アワード
2022年には、灯しの森の企画が京都市の輝く学生応援アワードで特別賞「希望の灯し火いただきました。」を受賞した。

### 学生プロジェクトデザインコンペディション
2023年には、灯しの森の企画が東京ビッグサイトで開催された学生プロジェクトデザインコンペディションにて会場投票賞を受賞した。

## 公式サイト
- Good Samaritan Club